# Obwód Mińsk Mazowiecki Armii Krajowej
Obwód Mińsk Mazowiecki kryp. „Mewa”, „Jamnik”, „Kamień” – jednostka organizacyjna ZWZ-AK.
Wchodził w skład Inspektoratu Radzymin Armii Krajowej. Swoją właściwością obejmował powiat miński.
Początki konspiracji sięgają połowy października 1939, kiedy to ppłk kaw. st. sp. Mieczysław Rożałowski ps. „Gozdawa” razem z por. piech. st. sp. Teofilem Władysławem Kożuchowskim (byłym kierownikiem referatu w PKU Mińsk Maz.), por. Tadeuszem Smoleńskim, Stanisławem Głowackim, Józefem Kołpakiem i aptekarzem Wojeńskim założył na terenie Mińska Mazowieckiego komórkę tajnej organizacj wojskowej „Komenda Obrońców Polski”.
Zgodnie z Planem Odtwarzania Sił Zbrojnych Obwód Mińsk Maz. w czasie akcji „Burza” mobilizował III batalion 22 Pułku Piechoty Armii Krajowej pod dowództwem por. na cz. w. Ludwika Wolańskiego ps. „Lubicz”. Mobilizacja rozpoczęła się 26 lipca 1944.

## Obsada personalna Komendy Obwodu
- komendant obwodu – st. wachm. / ppor. / por. na cz. w. Ludwik Wolański ps. „Lubicz” (31 III 1941 – †14 XII 1944[4])
- komendant obwodu – por. Walenty Suda ps. „Młot” (od XII 1944[5])

- szef sztabu – rtm. Józef Leszczyński ps. „Leszcz”
- adiutant – por. inż. Józef Suszko ps. „Kasztan”
- kwatermistrz – por. piech. st. sp. Teofil Władysław Kożuchowski ps. „Łabędź”, „Zubrzyc” (VIII 1940 – VII 1944)